# Albrecht von Massow (Musikwissenschaftler)
Albrecht von Massow (* 16. März 1960 in Bonn) ist ein deutscher Musikwissenschaftler. Er ist seit 2002 Inhaber einer Professur für Musik des 20. Jahrhunderts und Systematische Musikwissenschaft am Gemeinsamen Institut für Musikwissenschaft Weimar-Jena.

## Leben
Albrecht von Massow studierte von 1982 bis 1988 Musikwissenschaft, Philosophie und neuere deutsche Literatur an der Albert-Ludwigs-Universität Freiburg. Als wissenschaftliche Hilfskraft wirkte er am Handwörterbuch der musikalischen Terminologie mit. Von 1988 bis 1991 promovierte er bei Hans Heinrich Eggebrecht. Seine Dissertation befasste sich mit „Halbwelt, Kultur und Natur in Alban Bergs Lulu“ und wurde mit summa cum laude bewertet. Ab 1993 gab von Massow Analysekurse am musikwissenschaftlichen Seminar der Universität Freiburg und organisierte zusammen mit Eggebrecht Wochenendseminare im Rahmen des Studium generale. Er war Gründungsmitglied der seit 1995 bestehenden Gesellschaft für Musik & Ästhetik. Von Massow habilitierte 2000 an der Universität Dortmund mit der Habilitationsschrift „Musikalisches Subjekt – Idee und Erscheinung in der Moderne“.
Seit 2002 hat er am Gemeinsamen Institut für Musikwissenschaft der Hochschule für Musik Franz Liszt Weimar und der Friedrich-Schiller-Universität Jena eine Professur für Musik des 20. Jahrhunderts und Systematische Musikwissenschaft inne. Von Massow ist Gründer, Betreuer und Mitherausgeber der seit 2004 erscheinenden Schriftenreihe „KlangZeiten – Musik, Politik und Gesellschaft“. Seit 2012 gehört er dem Vorstand der Stiftung Landschaftspark Nohra an. Seit Oktober 2017 ist er Präsident der Deutschen Liszt-Gesellschaft.

## Veröffentlichungen (Auswahl)
- Halbwelt, Kultur und Natur in Alban Bergs „Lulu“ (= Beihefte zum AfMw 33), Stuttgart 1992.
- Musikalisches Subjekt. Idee und Erscheinung in der Moderne. Rombach, Freiburg i. Br. 2001.
- Ästhetik und Analyse, in: Musikalischer Sinn. Beiträge zu einer Philosophie der Musik, hrsg. von Alexander Becker und Matthias Vogel, Frankfurt a. M. 2007, S. 129–174.
- Herausgeberschaft mit Michael Berg, Knut Holtsträter: Die unerträgliche Leichtigkeit der Kunst. Ästhetisches und politisches Handeln in der DDR. Böhlau Verlag, Köln/Weimar/Wien 2007.
  - darin: Probleme einer humanistischen Legitimation von Kunst. S. 163–175.
- Musikalische Autonomieästhetik zwischen Geistes-, Natur- und Sozialwissenschaften, in: Laboratorium Aufklärung 1, hrsg. von Olaf Breidbach, Daniel Fulda und Hartmut Rosa, München 2010, S. 169–197.
- Gehversuche musikwissenschaftlicher Vergangenheitsbewältigung, in: Freiburger Universitätsblätter, H. 195, 2012, S. 13–50.
- Herausgeberschaft mit Thomas Grysko, Josephine Prkno: Ein Prisma ostdeutscher Musik: Der Komponist Lothar Voigtländer. Böhlau Verlag, Köln/Weimar/Wien 2015.
- Die unterschätzte Kunst. Musik seit der Ersten Aufklärung. Böhlau Verlag, Köln 2019.
- Das Wissen der unterschätzten Kunst. Böhlau Verlag, Köln 2024.